# OVRA
OVRA (Organizzazione per la Vigilanza e la Repressione dell'Antifascismo, Organisationen för vaksamhet och repression av antifascism) var den hemliga polisen i Italien under Benito Mussolinis tid vid makten. Den verkade mellan 1927 och 1943.